# Esoh Omogba
Esoh Paul Omogba (* 8. Oktober 1993) ist ein nigerianischer Fußballspieler.

## Karriere
Esoh Paul Omogba stand bis September 2016 bei Boeung Ket Angkor in Kambodscha unter Vertrag. Wo er vorher gespielt hat, ist unbekannt. Der Verein aus der kambodschanischen Hauptstadt Phnom Penh spielte in der ersten Liga des Landes. Von Oktober 2016 bis Januar 2017 stand er kurzzeitig in Myanmar beim Erstligisten Yadanarbon FC unter Vertrag. Im Februar 2017 kehrte er zu Boeung Ket zurück. 2017 feierte er mit dem Verein die kambodschanische Meisterschaft. Bei Boeung Ket stand er bis Ende 2018 unter Vertrag. 2019 spielte er beim ebenfalls in der ersten Liga spielenden Nagaworld FC. Anschließend spielte er ein halbes Jahr für den Ligakonkurrenten Phnom Penh Crown. Wo er von Juli 2020 bis Dezember 2022 spielte, ist unbekannt. Ende Dezember 2022 zog es ihn nach Thailand, wo er einen Vertrag beim Zweitligisten Kasetsart FC in Bangkok unterschrieb. Sein Zweitligadebüt für Kasetsart gab er am 13. Januar 2023 (19. Spieltag) im Heimspiel gegen den Raj-Pracha FC. Beim 1:1-Unentschieden stand er in der Startelf und spielte die kompletten 90 Minuten. In seinem ersten Zweitligaspiel für Kasetsart schoss er auch sein erstes Tor für den Verein. Mit einem Kopfballtor erzielte er in der 55. Minute die zwischenzeitliche 1:0-Führung. Für den Hauptstadtverein bestritt er 16 Zweitligaspiele. Im Sommer 2023 wechselte er in die dritte Liga. Hier schloss er sich dem in der Sounthern Region spielenden MH Nakhonsi City FC an. Für den Verein aus Amphoe Tha Sala stand er neunmal in der Liga auf dem Spielfeld. Im Dezember 2023 wechselte er in die North/Eastern Region. Hier nahm ihn der Muang Loei United FC unter Vertrag.

## Erfolge
Boeung Ket Angkor
- Kambodschanischer Meister: 2017